# Physospermopsis kingdon-wardii
Physospermopsis kingdon-wardii är en flockblommig växtart som först beskrevs av H.Wolff, och fick sitt nu gällande namn av C.Norman. Physospermopsis kingdon-wardii ingår i släktet Physospermopsis och familjen flockblommiga växter. Inga underarter finns listade i Catalogue of Life.